# منطقة كولونيه
منطقة كولونيه (بالألبانية: Rrethi i Kolonjës) هي واحدة من ستة وثلاثين منطقة تقع في ألبانيا وهي جزء من مقاطعة كورتشي.[بحاجة لمصدر]